# Dabou (département)
Pour l’article homonyme, voir Dabou.
Le département de Dabou est un département de Côte d'Ivoire. 